# One Day (Vandaag)
One Day is een nummer van Bakermat uit 2012. Tot 2014 was het nummer bekend onder de naam Vandaag. Ondanks dat het nummer in 2012 werd uitgebracht werd het door de Nederlandse radiostations pas in 2013 opgepikt. In Nederland is het nummer op 5 juli 2013 verkozen tot Alarmschijf op Radio 538. Het nummer dat oorspronkelijk onder de naam Vandaag werd uitgebracht bij het Franse Label Délicieuse Records wordt sinds 2014 in licentie door Sony uitgebracht als One Day (Vandaag).

## Hitnoteringen
| Hitlijst            | Datum van binnenkomst | Hoogste positie | Aantal weken | Laatste notering |
| ------------------- | --------------------- | --------------- | ------------ | ---------------- |
| Single Top 100      | 23-03-2013            | 2               | 35           | 18-01-2014       |
| Nederlandse Top 40  | 29-06-2013            | 2               | 20           | 09-11-2013       |
| Vlaamse Ultratop 50 | 20-04-2013            | 5               | 32           | 23-11-2013       |
| Waalse Ultratop 50  | 17-08-2013            | 2               | 23           | 18-01-2014       |
| Franse Top 200      | 15-12-2012            | 1               | 56           | 08-02-2014       |
| Zwitserse Top 75    | 22-09-2013            | 22              | 40           | 21-09-2014       |
| Oostenrijkse Top 75 | 28-03-2014            | 2               | 24           | 12-09-2014       |
| Deense Top 40       | 15-08-2014            | 31              | 3            | 26-09-2014       |

### Nederlandse Top 40
| Hitnotering: 29-06-2013 t/m 09-11-2013 | Hitnotering: 29-06-2013 t/m 09-11-2013 | Hitnotering: 29-06-2013 t/m 09-11-2013 | Hitnotering: 29-06-2013 t/m 09-11-2013 | Hitnotering: 29-06-2013 t/m 09-11-2013 | Hitnotering: 29-06-2013 t/m 09-11-2013 | Hitnotering: 29-06-2013 t/m 09-11-2013 | Hitnotering: 29-06-2013 t/m 09-11-2013 | Hitnotering: 29-06-2013 t/m 09-11-2013 | Hitnotering: 29-06-2013 t/m 09-11-2013 | Hitnotering: 29-06-2013 t/m 09-11-2013 | Hitnotering: 29-06-2013 t/m 09-11-2013 | Hitnotering: 29-06-2013 t/m 09-11-2013 | Hitnotering: 29-06-2013 t/m 09-11-2013 | Hitnotering: 29-06-2013 t/m 09-11-2013 | Hitnotering: 29-06-2013 t/m 09-11-2013 | Hitnotering: 29-06-2013 t/m 09-11-2013 | Hitnotering: 29-06-2013 t/m 09-11-2013 | Hitnotering: 29-06-2013 t/m 09-11-2013 | Hitnotering: 29-06-2013 t/m 09-11-2013 | Hitnotering: 29-06-2013 t/m 09-11-2013 | Hitnotering: 29-06-2013 t/m 09-11-2013 |
| Week:                                  | 1                                      | 2                                      | 3                                      | 4                                      | 5                                      | 6                                      | 7                                      | 8                                      | 9                                      | 10                                     | 11                                     | 12                                     | 13                                     | 14                                     | 15                                     | 16                                     | 17                                     | 18                                     | 19                                     | 20                                     |                                        |
| -------------------------------------- | -------------------------------------- | -------------------------------------- | -------------------------------------- | -------------------------------------- | -------------------------------------- | -------------------------------------- | -------------------------------------- | -------------------------------------- | -------------------------------------- | -------------------------------------- | -------------------------------------- | -------------------------------------- | -------------------------------------- | -------------------------------------- | -------------------------------------- | -------------------------------------- | -------------------------------------- | -------------------------------------- | -------------------------------------- | -------------------------------------- | -------------------------------------- |
| Positie:                               | 34                                     | 23                                     | 7                                      | 3                                      | 2                                      | 2                                      | 3                                      | 4                                      | 4                                      | 4                                      | 3                                      | 5                                      | 6                                      | 9                                      | 14                                     | 16                                     | 19                                     | 27                                     | 37                                     | 39                                     | uit                                    |

### NederlandseSingle Top 100
| Hitnotering: (Week 1) 23-03-2013 Hitnotering: (Week 2) 11-05-2013 Hitnotering: (Week 3 t/m 35) 08-06-2013 t/m 18-01-2014 | Hitnotering: (Week 1) 23-03-2013 Hitnotering: (Week 2) 11-05-2013 Hitnotering: (Week 3 t/m 35) 08-06-2013 t/m 18-01-2014 | Hitnotering: (Week 1) 23-03-2013 Hitnotering: (Week 2) 11-05-2013 Hitnotering: (Week 3 t/m 35) 08-06-2013 t/m 18-01-2014 | Hitnotering: (Week 1) 23-03-2013 Hitnotering: (Week 2) 11-05-2013 Hitnotering: (Week 3 t/m 35) 08-06-2013 t/m 18-01-2014 | Hitnotering: (Week 1) 23-03-2013 Hitnotering: (Week 2) 11-05-2013 Hitnotering: (Week 3 t/m 35) 08-06-2013 t/m 18-01-2014 | Hitnotering: (Week 1) 23-03-2013 Hitnotering: (Week 2) 11-05-2013 Hitnotering: (Week 3 t/m 35) 08-06-2013 t/m 18-01-2014 | Hitnotering: (Week 1) 23-03-2013 Hitnotering: (Week 2) 11-05-2013 Hitnotering: (Week 3 t/m 35) 08-06-2013 t/m 18-01-2014 | Hitnotering: (Week 1) 23-03-2013 Hitnotering: (Week 2) 11-05-2013 Hitnotering: (Week 3 t/m 35) 08-06-2013 t/m 18-01-2014 | Hitnotering: (Week 1) 23-03-2013 Hitnotering: (Week 2) 11-05-2013 Hitnotering: (Week 3 t/m 35) 08-06-2013 t/m 18-01-2014 | Hitnotering: (Week 1) 23-03-2013 Hitnotering: (Week 2) 11-05-2013 Hitnotering: (Week 3 t/m 35) 08-06-2013 t/m 18-01-2014 | Hitnotering: (Week 1) 23-03-2013 Hitnotering: (Week 2) 11-05-2013 Hitnotering: (Week 3 t/m 35) 08-06-2013 t/m 18-01-2014 | Hitnotering: (Week 1) 23-03-2013 Hitnotering: (Week 2) 11-05-2013 Hitnotering: (Week 3 t/m 35) 08-06-2013 t/m 18-01-2014 | Hitnotering: (Week 1) 23-03-2013 Hitnotering: (Week 2) 11-05-2013 Hitnotering: (Week 3 t/m 35) 08-06-2013 t/m 18-01-2014 | Hitnotering: (Week 1) 23-03-2013 Hitnotering: (Week 2) 11-05-2013 Hitnotering: (Week 3 t/m 35) 08-06-2013 t/m 18-01-2014 | Hitnotering: (Week 1) 23-03-2013 Hitnotering: (Week 2) 11-05-2013 Hitnotering: (Week 3 t/m 35) 08-06-2013 t/m 18-01-2014 | Hitnotering: (Week 1) 23-03-2013 Hitnotering: (Week 2) 11-05-2013 Hitnotering: (Week 3 t/m 35) 08-06-2013 t/m 18-01-2014 | Hitnotering: (Week 1) 23-03-2013 Hitnotering: (Week 2) 11-05-2013 Hitnotering: (Week 3 t/m 35) 08-06-2013 t/m 18-01-2014 | Hitnotering: (Week 1) 23-03-2013 Hitnotering: (Week 2) 11-05-2013 Hitnotering: (Week 3 t/m 35) 08-06-2013 t/m 18-01-2014 | Hitnotering: (Week 1) 23-03-2013 Hitnotering: (Week 2) 11-05-2013 Hitnotering: (Week 3 t/m 35) 08-06-2013 t/m 18-01-2014 | Hitnotering: (Week 1) 23-03-2013 Hitnotering: (Week 2) 11-05-2013 Hitnotering: (Week 3 t/m 35) 08-06-2013 t/m 18-01-2014 | Hitnotering: (Week 1) 23-03-2013 Hitnotering: (Week 2) 11-05-2013 Hitnotering: (Week 3 t/m 35) 08-06-2013 t/m 18-01-2014 |
| Week: | 1 | | 2 | | 3 | 4 | 5 | 6 | 7 | 8 | 9 | 10 | 11 | 12 | 13 | 14 | 15 | 16 | 17 | 18 |
| --- | --- | --- | --- | --- | --- | --- | --- | --- | --- | --- | --- | --- | --- | --- | --- | --- | --- | --- | --- | --- |
| Positie: | 92 | uit | 96 | uit | 75 | 22 | 20 | 27 | 10 | 3 | 3 | 2 | 3 | 3 | 4 | 5 | 4 | 7 | 9 | 13 |
| Week: | 19 | 20 | 21 | 22 | 23 | 24 | 25 | 26 | 27 | 28 | 29 | 30 | 31 | 32 | 33 | 34 | 35 | | | |
| Positie: | 17 | 21 | 28 | 30 | 36 | 45 | 50 | 55 | 54 | 82 | 82 | 96 | 98 | 96 | 58 | 57 | 86 | uit | | |

### VlaamseUltratop 50
| Hitnotering: 20-04-2013 t/m 23-11-2013 | Hitnotering: 20-04-2013 t/m 23-11-2013 | Hitnotering: 20-04-2013 t/m 23-11-2013 | Hitnotering: 20-04-2013 t/m 23-11-2013 | Hitnotering: 20-04-2013 t/m 23-11-2013 | Hitnotering: 20-04-2013 t/m 23-11-2013 | Hitnotering: 20-04-2013 t/m 23-11-2013 | Hitnotering: 20-04-2013 t/m 23-11-2013 | Hitnotering: 20-04-2013 t/m 23-11-2013 | Hitnotering: 20-04-2013 t/m 23-11-2013 | Hitnotering: 20-04-2013 t/m 23-11-2013 | Hitnotering: 20-04-2013 t/m 23-11-2013 | Hitnotering: 20-04-2013 t/m 23-11-2013 | Hitnotering: 20-04-2013 t/m 23-11-2013 | Hitnotering: 20-04-2013 t/m 23-11-2013 | Hitnotering: 20-04-2013 t/m 23-11-2013 | Hitnotering: 20-04-2013 t/m 23-11-2013 | Hitnotering: 20-04-2013 t/m 23-11-2013 | Hitnotering: 20-04-2013 t/m 23-11-2013 | Hitnotering: 20-04-2013 t/m 23-11-2013 | Hitnotering: 20-04-2013 t/m 23-11-2013 |
| Week:                                  | 1                                      | 2                                      | 3                                      | 4                                      | 5                                      | 6                                      | 7                                      | 8                                      | 9                                      | 10                                     | 11                                     | 12                                     | 13                                     | 14                                     | 15                                     | 16                                     | 17                                     | 18                                     | 19                                     | 20                                     |
| -------------------------------------- | -------------------------------------- | -------------------------------------- | -------------------------------------- | -------------------------------------- | -------------------------------------- | -------------------------------------- | -------------------------------------- | -------------------------------------- | -------------------------------------- | -------------------------------------- | -------------------------------------- | -------------------------------------- | -------------------------------------- | -------------------------------------- | -------------------------------------- | -------------------------------------- | -------------------------------------- | -------------------------------------- | -------------------------------------- | -------------------------------------- |
| Positie:                               | 45                                     | 30                                     | 33                                     | 23                                     | 22                                     | 22                                     | 16                                     | 9                                      | 9                                      | 5                                      | 7                                      | 10                                     | 7                                      | 5                                      | 6                                      | 8                                      | 10                                     | 8                                      | 13                                     | 18                                     |
| Week:                                  | 21                                     | 22                                     | 23                                     | 24                                     | 25                                     | 26                                     | 27                                     | 28                                     | 29                                     | 30                                     | 31                                     | 32                                     |                                        |                                        |                                        |                                        |                                        |                                        |                                        |                                        |
| Positie:                               | 15                                     | 21                                     | 25                                     | 31                                     | 35                                     | 34                                     | 27                                     | 35                                     | 41                                     | 46                                     | 39                                     | 48                                     | uit                                    |                                        |                                        |                                        |                                        |                                        |                                        |                                        |